# Julian Robertson
Julian Anthony Robertson (Peterborough, 9 de octubre de 1969) es un deportista británico que compitió en bádminton para Inglaterra. Ganó una medalla de bronce en el Campeonato Europeo de Bádminton de 1998, en la prueba individual.

## Palmarés internacional
| Representando a Inglaterra |                  |                   |        |
| Campeonato Europeo         |                  |                   |        |
| Año                        | Lugar            | Medalla           | Prueba |
| 1998                       | Sofía (Bulgaria) | Medalla de bronce | Dobles |